# Ekron (Kentucky)
Pour les articles homonymes, voir Ekron.
Ekron est une ville américaine située dans le comté de Meade, dans le Kentucky. Selon le recensement de 2020, sa population est de 175 habitants.